# 德国铁路407型电力动车组
德国铁路407型电力动车组（德語：DB-Baureihe 407）是德国铁路ICE列车家族中的一款高速列车型号。它们在制造商西门子铁路系统内部被称为（D表示德国）。它是继西门子为西班牙、中国和俄罗斯所设计的列车之后，第四款基于Velaro平台开发的变体。德国铁路将其编入ICE-3车队，因此有时也会被称为“新ICE-3列车”。
由于配备有四种电压制式，动车组将被运用在通行于德国、法国和比利时的铁路运输。这些采用动力分散式的列车原计划在2011年12月投入使用。但在经过多次的交付延期后，有个别车组于2012年6月获得了适航证，两组重联的运行则是在2013年圣诞节前夕才完成。

## 历史

### 规划及订购
在德铁长途运输根据自身的运营技术规格于内部进行了紧凑和具争议的辩论后，从而奠定了在2007年10月初提出新动车组招标的基础。随后4家欧洲的轨道车辆制造商提交了相应的书面資料，并在2007年底获得了完整的招标文件，这些根据欧盟互操作性技术规范而兼容四电压制式的动力分散式列车需要满足最高速度达320公里/小时的要求。在标书内对四系统列车（德国、法国、比利时，以及可选配瑞士）超过6,000项的客製化需求中，包括了须提供至少420个座席和最高负载达150%的座位容量。这些列车在出厂时便应具备德国、法国和比利时的适航证，之后还应当获得在荷兰以及前往伦敦的适航证。首列动车组的交付时间则应在自合同签订起的整3年后。
为了让招标真正具有竞争力，联盟的形式被排除在外。根据德国铁路的说明，TGV列车的型号也首次在德国获得了真正的机会。2008年3月18日，德国铁路根据不同的制造商划分为主要和次要的两种竞标者。然而最后进入谈判阶段的除了西门子的8节编组Velaro动车组外，只有阿尔斯通根据TGV Duplex列車开发的双层TGV动车组（RGV 2N2）。德国铁路评价另外两家撤出的竞标者为“令人失望”。
2008年11月下旬，西门子被授予了合同。2008年12月17日，德国铁路原CEO哈特穆特·梅多恩以及西门子原CEO彼得·罗旭德在柏林的铁路塔签订了15列八节编组的Velaro动车组的订购合同，总价值约4.95亿欧元。全部15列动车组应在2012年完成交付，其中首列动车组应在2011年12月前交付。
2011年春季，德国铁路宣布加订一列动车组，以取代在2010年8月因事故而损坏的一组ICE-3M列车。该合同还包括一个可在两年内赎回的加订动车组选择权。至2014年1月，德国铁路又宣布动用这项选择权，并加订一列Velaro D列车。

### 生产及审批
这些多电压制式列车在2009年秋季至2012年5月期间由西门子乌丁根工厂生产。
Velaro D于2010年的柏林轨道交通技术展首次对公众亮相。这套车组包括一节端部车厢和两节中间车厢，其内部可以在媒体日进行参观。另一节以蓝色条纹代替红色条纹的尾车也同时推出，但它不属于展示列车的一部分。
- 2010年柏林轨道交通技术展（德语：InnoTrans）首次对公众亮相

2010年柏林轨道交通技术展首次对公众亮相
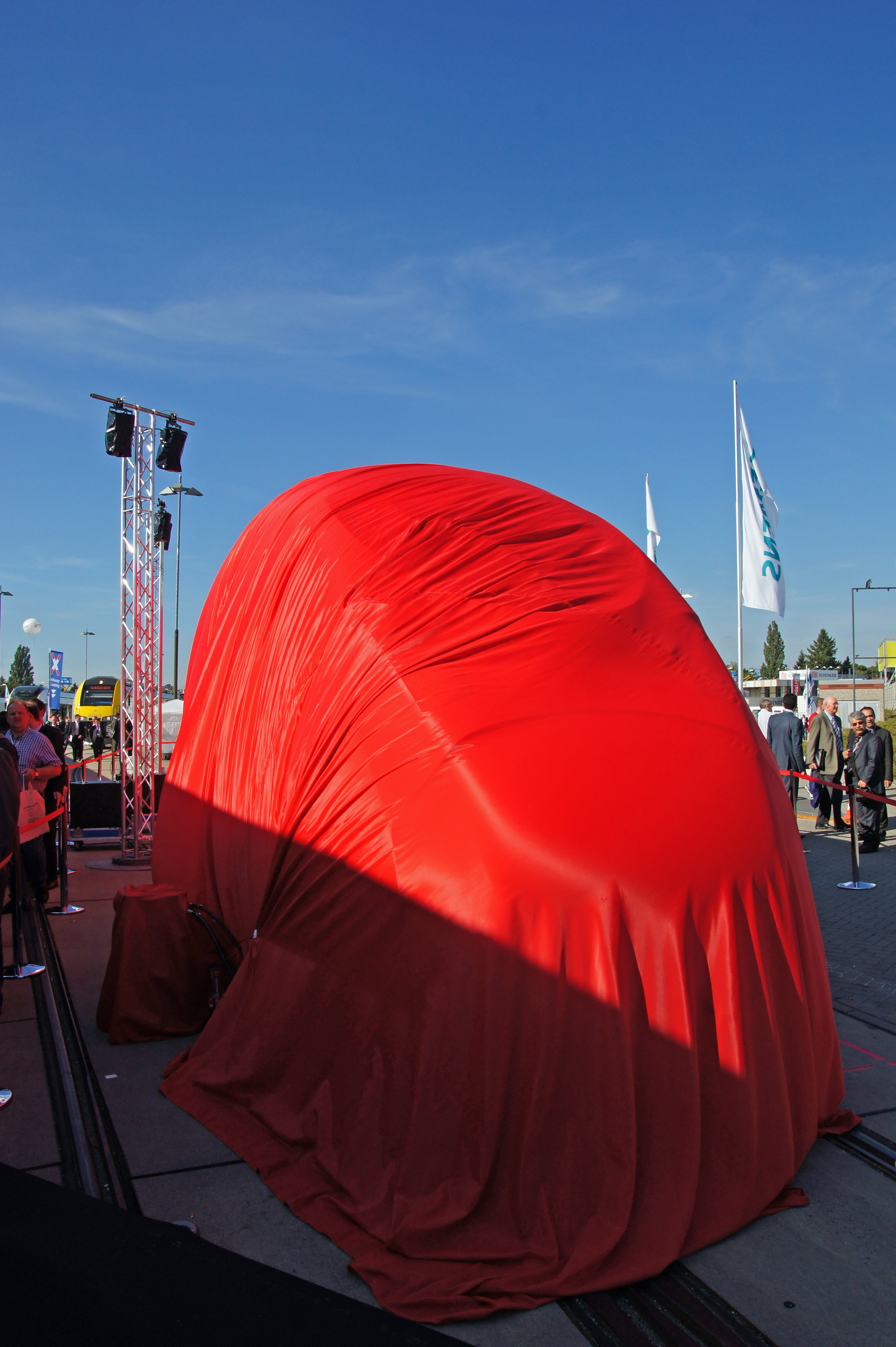
展出前的遮掩
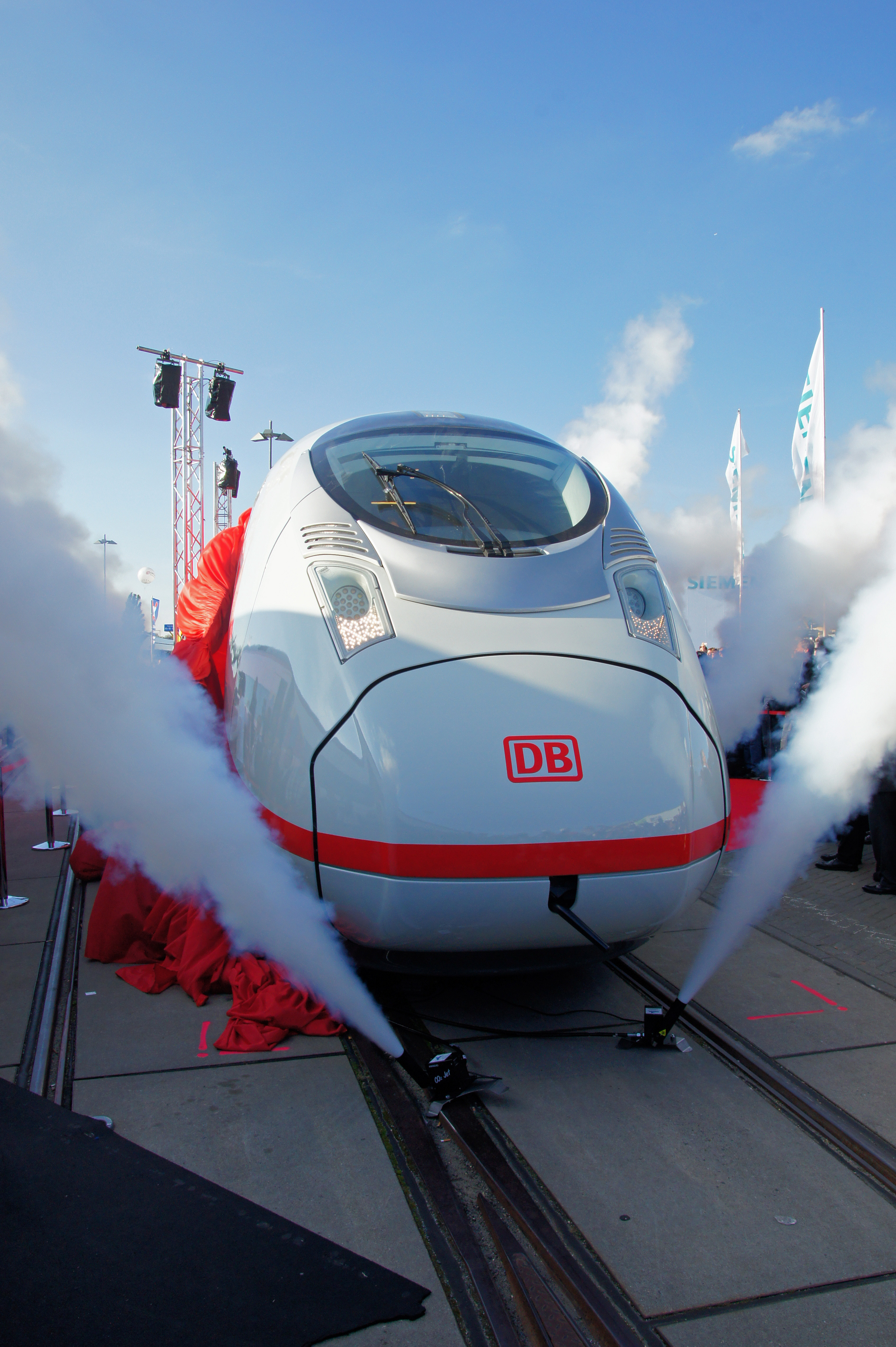
首次亮相
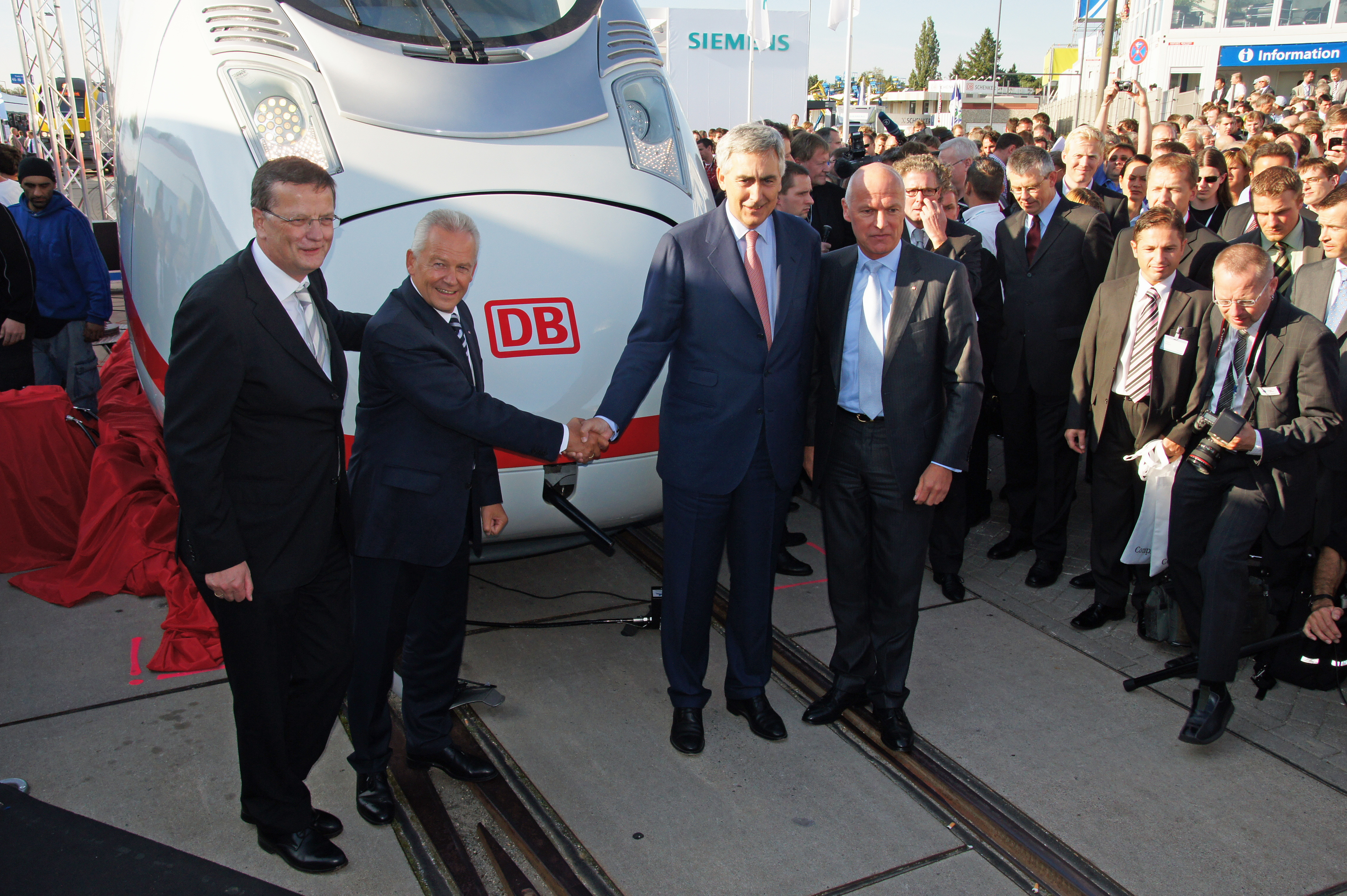
德国铁路CEO顾儒伯及西门子CEO罗旭德
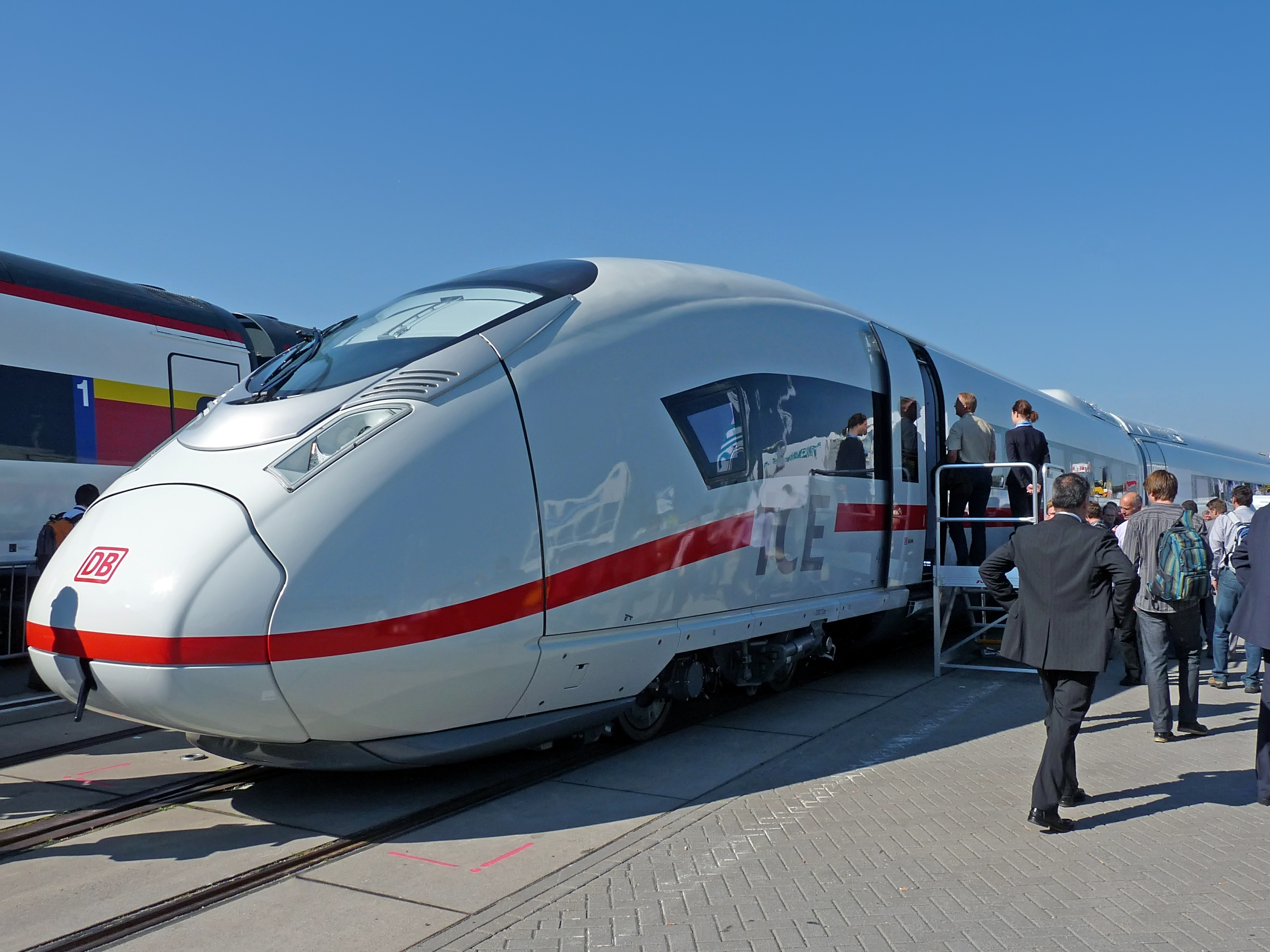
车头部分

2010年9月28日，在柏林轨道交通技术展中展出的车组被牵引至韦格贝格-韦登拉特试验中心，并在当地完成试运行。韦格贝格-韦登拉特试验中心于2011年1月中旬开始对首个完整编组的列车进行试运行。2011年4月18日，首列动车组（702号）驶离韦登拉特。随后进行的是领取运行技术适航证的验证运行以及在德国境内的试运行。在其中一次试运行中，列车首次达到了320公里/小时的最高速度。至2013年5月，列车共完成了约25万公里的试运行。
有两节车厢组成的列车被负责气候研究的阿森纳铁路技术研究所由平板拖車运至维也纳，以测试对机械和电子设备在湿度与温度介乎于-25℃至45℃之间的工作情况。这些测试从2011年4月初持续至同年6月末。
2011年8月4日，一列动车组在纽伦堡-慕尼黑高速铁路进行的试运行中，最高速度达到352公里/小时。2011年底，列车开始前往法国进行试运行。2012年6月4日，德国联邦铁路局对列车授予了在德国运营的适航证。一年半后，于2013年12月20日，联邦铁路局又对列车授予了在德国进行重联运营的适航证。翌日，编号为717号的动车组即执行由科隆中央车站开往法兰克福中央车站的ICE817次列车，完成了首次载客运行。与此同时，首批四组列车（711、713、715和717号）被交付至德国铁路。用作前往法国及比利时跨境运输的适航证也随之颁发。
德国铁路预计在2016年底前，将不会以列车完全用做国际运营，其中包括法国和比利时。2013年9月，一列动车组开始在比利时进行试运行。

### 交付及延误

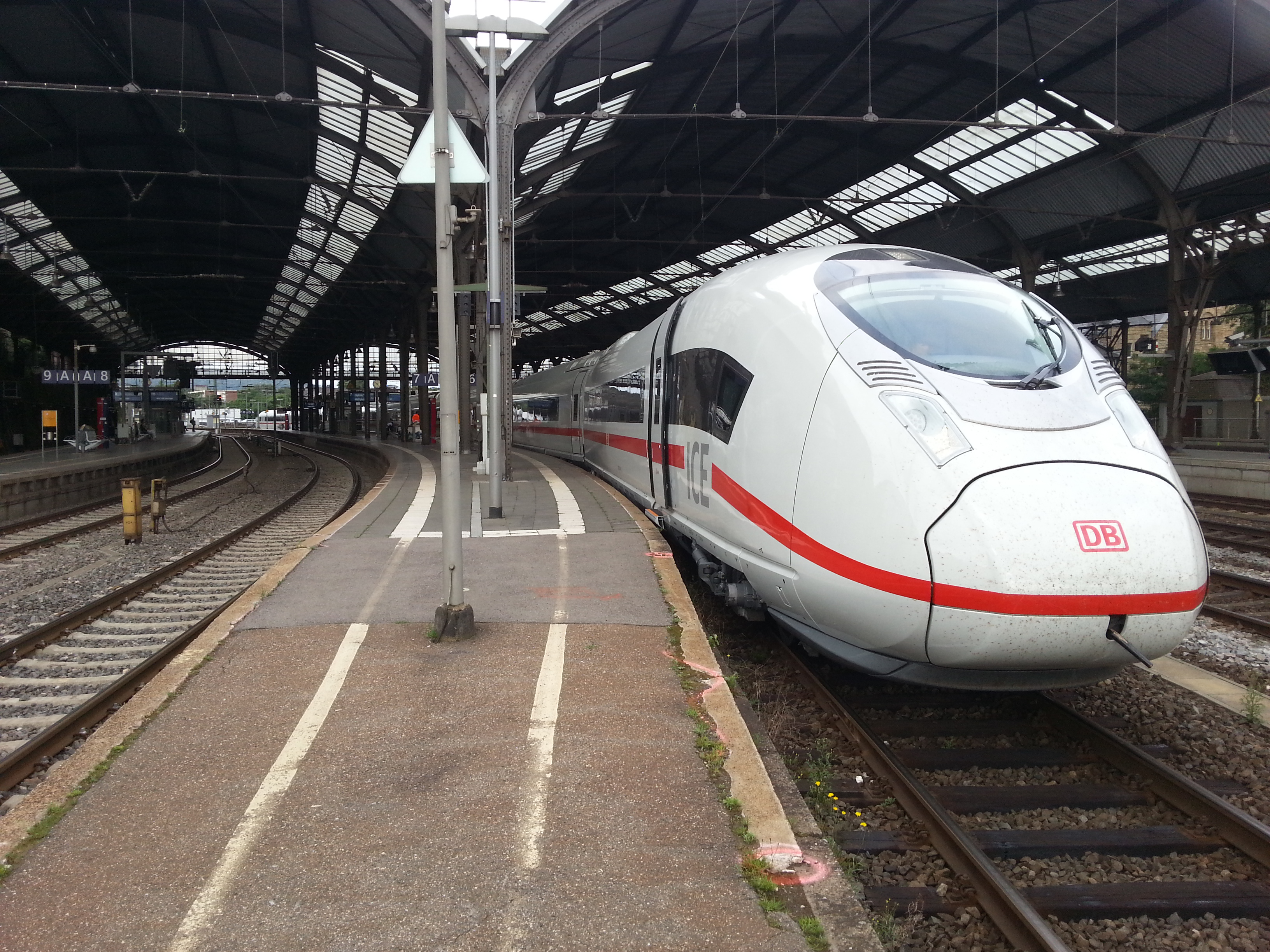
Velaro D列车在2012年的测试期间停靠于亚琛

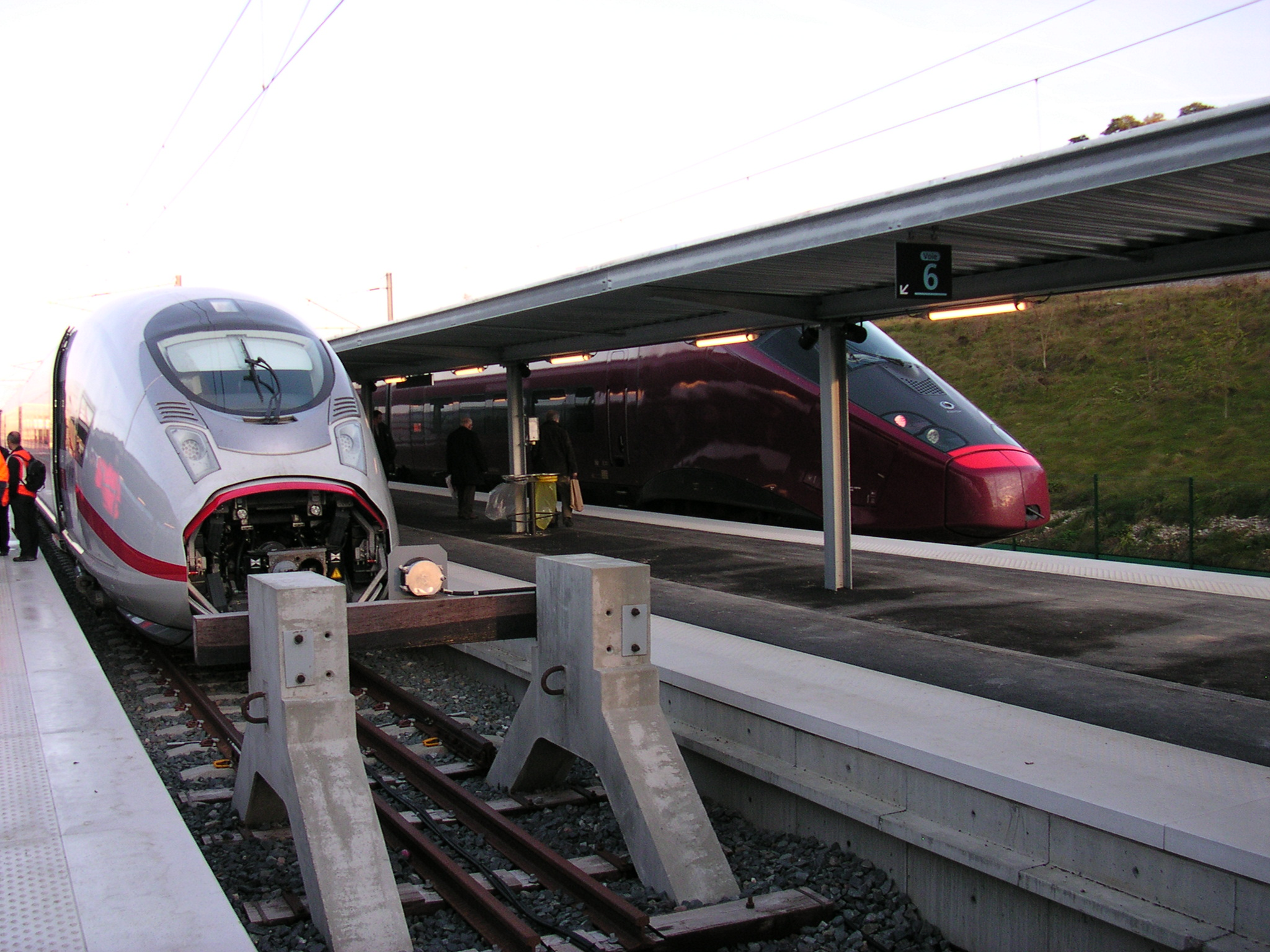
Velaro D列车在2011年停靠于贝桑松，旁边为AGV列车

据2011年4月的报道，德国铁路预计列车交付延误期长达一年半。原计划将有14组列车在2011年12月的运行图调整中投入使用，然而却只有3组列车可供选择。据2011年6月的媒体报道，多电压制式的动车组将由于供应商的交付困难而延期交付。因此首批三组用于德国国内运营的列车应该在2012年交付，首列可在德国境外运行的列车则应在2013年底面世，并持续交付至2015年底。在2011年4月的交付延期曝光后，制造商西门子也对此并不否认，它于同年6月确认了因供应问题而延误，但应该最多长达3个月。因此首列动车组将在2012年2月交付，2012年期间则应共有14组列车完成移交。
德国联邦交通部在2011年9月9日举行的一次会议后宣布，首批3组列车将在2012年春季交付。已订购的其余13组列车则应在2012年8月前交付。另有媒体则报道称，即便是前三组列车也不可能按计划在春季交付，其表示共有12组列车被允许在2012年8月前交付。
至2012年1月，有报道称德国铁路本应在2011年秋季便可接收至少10组列车。延误的原因是列车保护系统的供应商在授权方面存在问题。造成交付一再延误的原因还包括制动、空调和餐车排水等问题 。在获得适航证的过程中，列车还进行了230项的技术调整，以适应技术法规发生的变化。
2012年5月中旬，西门子宣布在2012年12月的运行图调整中，将有至少8列新动车组可以用作德国国内的重联运行。继续延误的理由是技术性问题仍未解决以及新的许可证规定。当局还声称由于国际运营未能实现，这些动车组将首先用作加强德国铁路的车辆储备。至2012年9月末，德国铁路已不再将列车纳入2012年的冬季运行图运用计划；而根据西门子的日程表，首组列车也将延至2013年2月交付。经过与德国铁路及联邦铁路局进行的磋商后，西门子在2012年11月决定对列车软件存在的缺陷进行全面的修订。西门子前CEO罗旭德表示，较为复杂的适航审批程序是造成交付延期的决定性因素。
至2013年5月，列车根据联邦铁路局的要求进行了2,900项变动。当局根据西门子复杂的设计而制订了高昂的验证开支。列车的商业运营仍然是不可预见的。西门子拟在当软件问题得到解决和制动系统进行外部审查后申请最终审批。自2013年8月1日起，西门子在克雷费尔德的专家组连同德国铁路和联邦铁路局共同开启了联合审批程序。在同月内，软件问题得到了解决，并开始进行列车的重联试运行。根据德国铁路在2013年9月30日发表的声明，西门子承诺会在2014年4月前交付8组列车。在经过试运行后，它们应被纳入2014年的夏季运行图。首组列车将不再提供国际运行的适航证。
德国铁路在2013年11月上旬接收了713和717号动车组，并用于培训目的。在2013年圣诞节前夕，联邦铁路局终于批准了列车在德国境内进行的重联运作。该许可证适用于已进行系列审批的动车组。2014年4月2日，西门子在柏林中央车站象征性的向德国铁路移交第8组列车，联邦交通部长亚历山大·多布林德特和德国铁路总裁顾儒伯均出席了仪式。
其余8组列车初期仍将由制造商西门子所保有，并用作在比利时及法国的试运行以及相关的适航运行。据媒体报道，将有9组列车会在德国境外进行试运行直至2016年，并自2016年12月的运行图调整中投入运营。这些列车都将用于跨境运输业务，其余8组列车也会在随后加装在境外运行的设备。
作为延期交付的结果，德国铁路要求赔偿损失，其中包括销售额下降、设备和人员以及新动车组的维护支出或调整，但这些是仍未确定的。因此，原本西门子计划用作自身用途的第17组列车也被作为交付延期的补偿移交德国铁路使用。根据德国铁路的说明，第17组列车的交付协议是在2014年1月中旬达成的。正式的拍板决定则是在2014年1月24日发布。额外的第17组列车预计用于抵扣约5,000万至6,000万欧元的赔偿。它被认为不足以用作全面的补偿。

### 伦敦计划
这些动车组原计划自2013年末起能够通过英法海底隧道前往伦敦。这应当是通过开行每日三对由法兰克福经布鲁塞尔和里尔至伦敦的班次、以及另一条由阿姆斯特丹经鹿特丹和布鲁塞尔至伦敦的班次来实现。因此，分别来自德国和荷兰的动车组会在布鲁塞尔南站实现重联，再共同前往伦敦（反之则解编后各自前往德国及荷兰）。根据德国铁路的报告，其设想的经停站是艾贝斯费特和阿什福德。随后考虑的经停站还包括亚琛和列日。在法兰克福、科隆、阿姆斯特丹和鹿特丹的火车站，该公司希望建立必要的安全区运作。此外，它们还试图在非繁忙的车站开发一种站内安检的替代方案。
列车在伦敦的发车时间应该分别设于早晨、中午及下午。其中法兰克福及伦敦之间的旅行时间约为5小时，科隆及伦敦之间力图控制在4小时。而伦敦及阿姆斯特丹之间的行程则要低于4小时。法兰克福及伦敦之间已在2012年开始进行运营前期的测试工作。车票为强制性预订。德国铁路在2013年初预计，前往伦敦的运营可以在2016年前后实现。这主要是受到制造商交付延期的影响。同时这也意味着列车为适应英国运营需求而进行的必要变动仍未开始实施。
2011年7月12日，德国铁路开始为Velaro D列车申请英法海底隧道的适航证。这当中包括已提交的安全性研究。第二组列车在此期间也进行了疏散演练。为了能在英法海底隧道运行，这些列车还安装了与Velaro RUS列车类似的消防探测系统和地板下的防火装置。此外，还可选配安装专用的外部门。然而，如果根据英法海底隧道的现行规定，客运列车在隧道内必需具有至少375米（隧道的横向距离）的连续长度。西门子预期16节编组的407型电力动车组配备适当的消防系统能够满足这些要求。据推测，德国铁路将试图通过适当的安全案例为手段以获得200米长列车在隧道内运行的适航证。早在设计阶段，列车在英法铁路隧道及1号高速铁路的运行需求都已被考虑在内。但根据2012年1月的媒体报道，德国铁路并没有订购所需的额外设备。
对于媒体大肆报道的对列车进行前往伦敦的升级，西门子并没有任何的回应。媒体预期这项升级转换将不会在2016年以前完成。现有车辆几乎不可能适用于英法铁路隧道的运行，在2018年12月以前载客前往伦敦。

### 保养维护
407型动车组是在Frankfurt-Griesheim车辆段进行保养维护工作，它们被停放于一个额外设有3条轨道的维修车间内。

## 装备

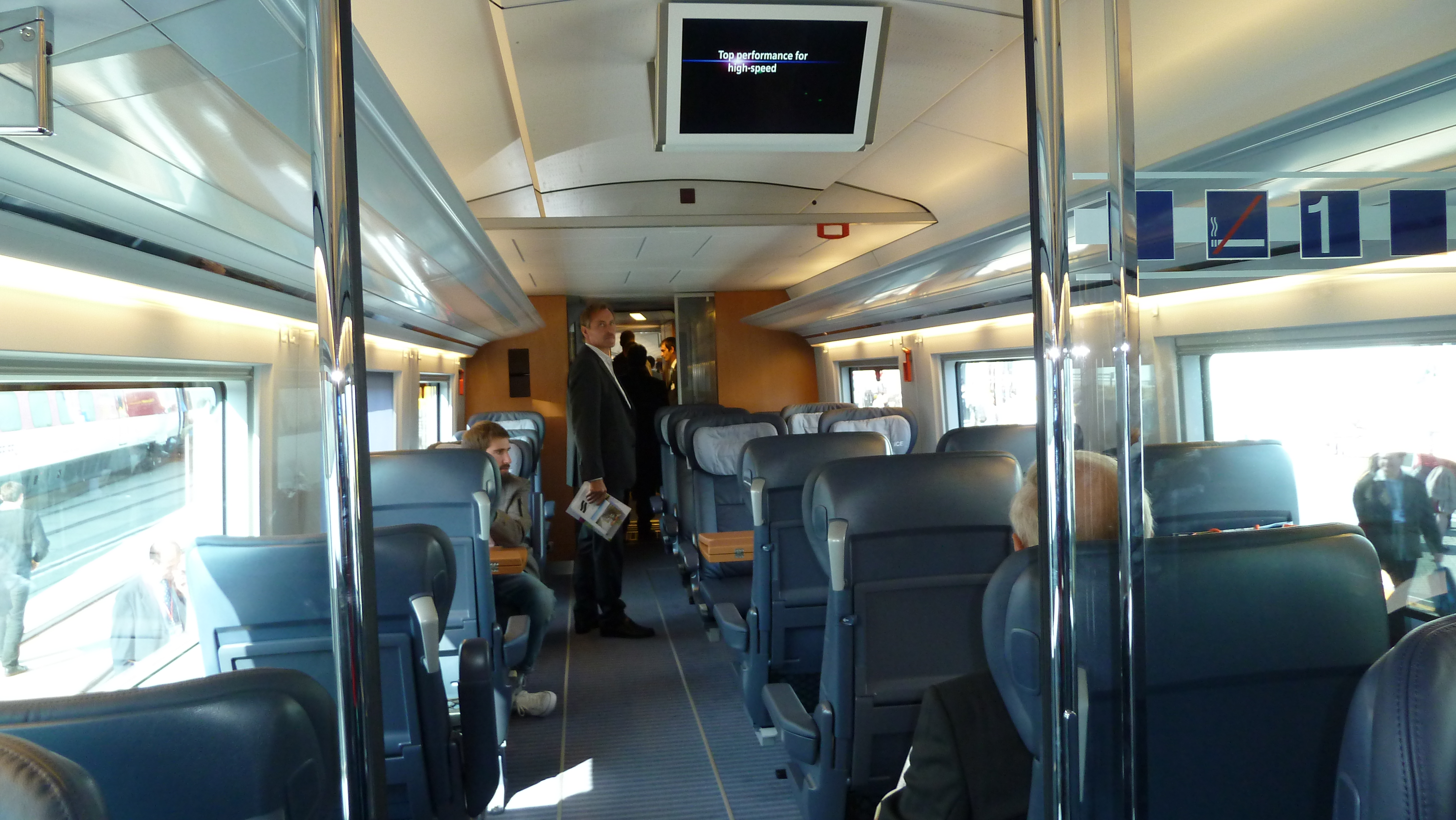
一等席别内部

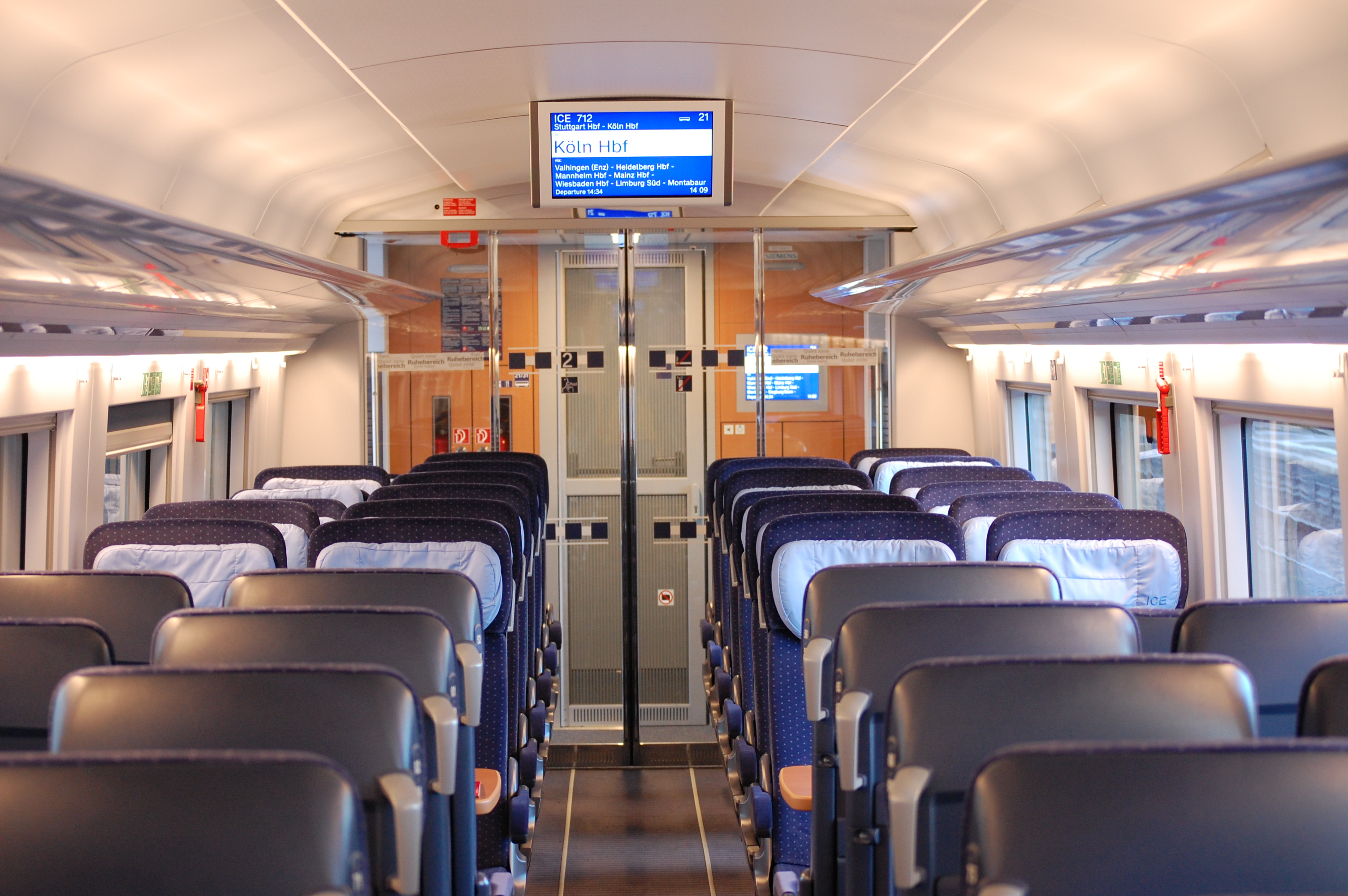
二等席别内部

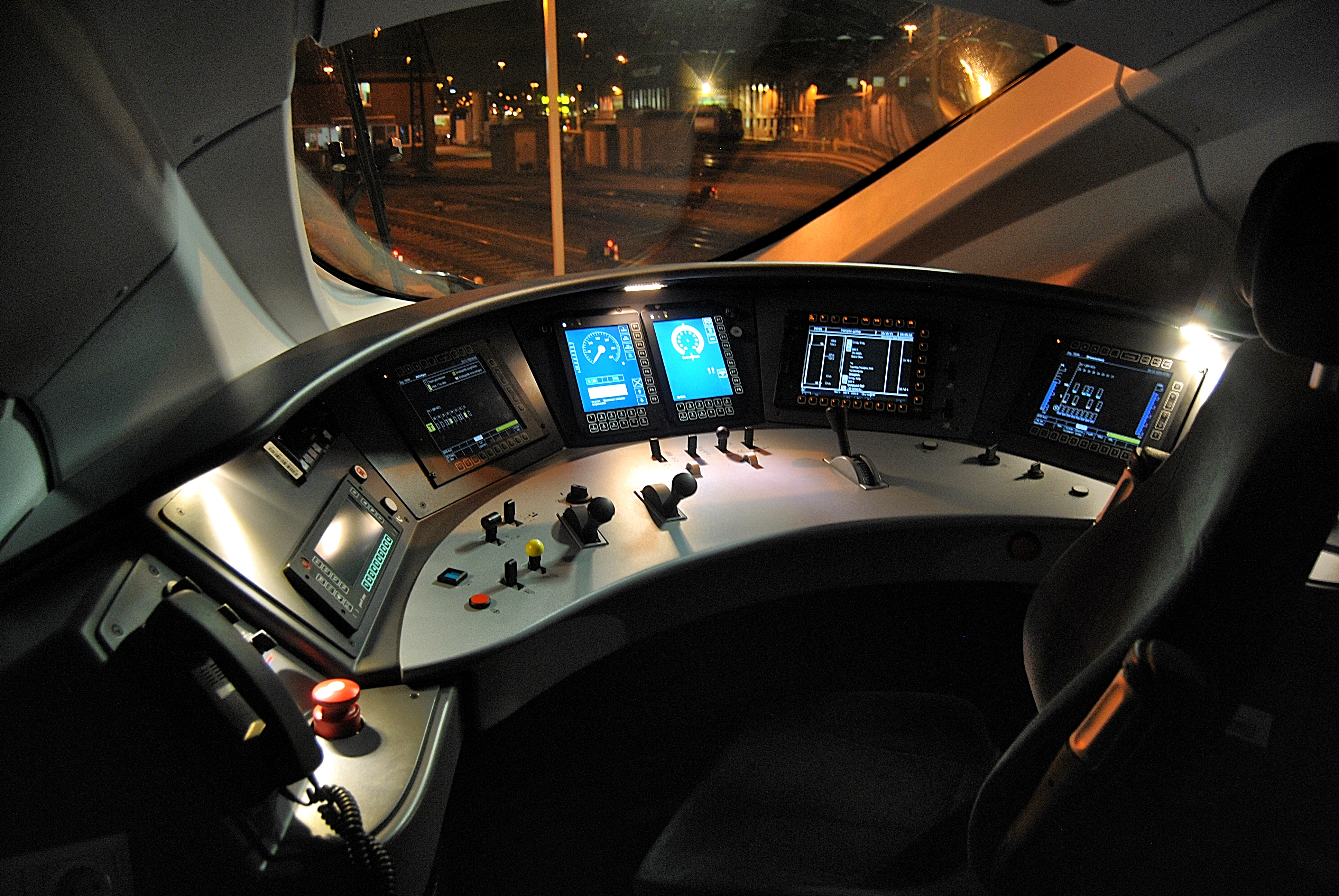
驾驶室

制造商为拥有460个座席（包括111个一等席别及16个餐车席别）的八节编组407型动车组提供了与ICE-3列车相同的舒适性和更多的席位。这是通过将众多设备机柜进行重新布置和将隔间改造为开放车厢实现的。当局甚至曾考虑放弃餐车，以创造总共485个席位。八节编组中的前三节车厢为纯一等车厢。以往的护婴室被一个“家庭多功能区”所取代，开放车厢的普通休息区则被替换为婴儿车的储存空间。两个等级的车厢均设有不带窗户的墙面空间。此外还有一些改变座席配置的设计方案，例如提供面对面布局的桌板也被应用至列车中。
整列动车组共由八节车厢组成：
- 1号端部车厢：42个一等座席
- 2号变压器车厢：51个一等座席，其中24个为静音区域
- 3号整流器车厢：18个一等座席，16个餐车座席
- 4号中部车厢：45个二等座席，残疾人专用卫生间，列车长办公席，员工休息室
- 5号中部车厢：76个二等座席
- 6号整流器车厢：76个二等座席
- 7号变压器车厢：72个二等座席，全静音区域
- 8号端部车厢：64个二等座席

中间车厢的长度为24,175毫米，端部车厢的长度为25,735毫米。轴距为2,500毫米，每节车厢的转向架间距为17,375毫米。
全长约为200米的列车也可进行重联运行或与ICE-3列车连接。相对于其前代车型的车顶，407型动车组的端部车厢端面被提高了40毫米。通过这种连续的高顶将可有效改善空气动力学性能。它采用受电弓、高压设备、空调和制动电阻对空气动力学进行调整，同时也可以抵销微壓波噪音。迄今沿用的球形壳体则以平面窗户代替了拱形窗户。
在每端驾驶室后方如今是以一个技术间取代了以往的乘客休息区，里面主要设有控制装置和自动列车保护装置的部件。驾驶室的操纵台与以往的ICE-3列车相比有了较大的改变，它分为7个操作模块。
列车在两侧均配备了10扇供旅客乘降的车门（每个整流器车厢各有2扇门，其余车厢为1扇门），并且每扇门均提供车载轮椅升降机——这也是在德国铁路高速列车中的首次应用。当车门处于开启状态时，列车的牵引力会被锁定。整列动车组共分布有11个厕所——10个用于乘客以及1个用于员工。旅客信息通过架设于天花板上的狭长显示屏显示。车厢编号（于车厢连接处）以及座位编号均配备了盲文显示。座席均提供扶手。二等座席（开放车厢的同方向座席）的座位间距为915毫米，一等座席的座位间距则为1,010毫米。每组列车设有两个轮椅席位。静音区域则设于第二节及倒数第二节车厢。

## 技术
这些列车均根据欧盟互操作性技术规范而使用了铝制车体。当中包括了端部车厢头顶区域的全新铝制外壳设计，并引入了有利于碰撞保护的模块。原先垂直的舱口盖被一个水平隔板所取代，推动连接器前移的伸缩杆则被省略。
列车设计的最高速度为320公里/小时（交流电）和220公里/小时（直流电）。已在其它Velaro列车中广泛应用的SF500型转向架经过修改后也被用于407型动车组。轮轴则进行了重新设计，并配备了走行装置的监测和诊断系统。除了再生制动外，动车组还提供涡流制动和带有盘式制动器的空气制动。每列动车组由1号、3号、6号和8号车厢提供动力。牵引力及牵引力性能均按高达40‰的坡度设计。
407型动车组能够在四种不同制式的电气化铁路中运行（15/25千伏交流电，1.5/3千伏直流电）。其所提供的牵引力性能在交流电制式下为每半车8兆瓦，在直流电下为4.2兆瓦。最大的反馈电流8.8兆瓦。用于15千伏和25千伏的两个交流电集电器被设置在2号及7号变压器车厢。在交流电模式中，两台主变压器会分别将电流输送至整流器，再通过两个彼此独立的分支输送至两台牵引电动机。在直流电模式中，电能会直接输送至变流器的中间回路。强制风冷的异步电动机会通过直流电压中间回路向水冷式的IGBT整流器供电。
相对于以往的ICE-3列车，407型动车组的车厢结构精简为两种基本形式（端部车厢及中间车厢）。采用独立控制技术的紧急装置允许列车在局部火灾或故障的情况下继续运行。安全回路在现有ICE-3列车的基础上还增加了火灾警報回路，它通过地板底部的电子容器进行监测。以往用于乘务员的无线电话被取消，取而代之的是固定电话。407型动车组同时也是Velaro列车中首款在车头灯中采用LED技术的型号。
根据制造商的说明，该动车组在每个座席每百公里的能源消耗量相当于0.33公升汽油。

与ICE-3列车的一些外部差异
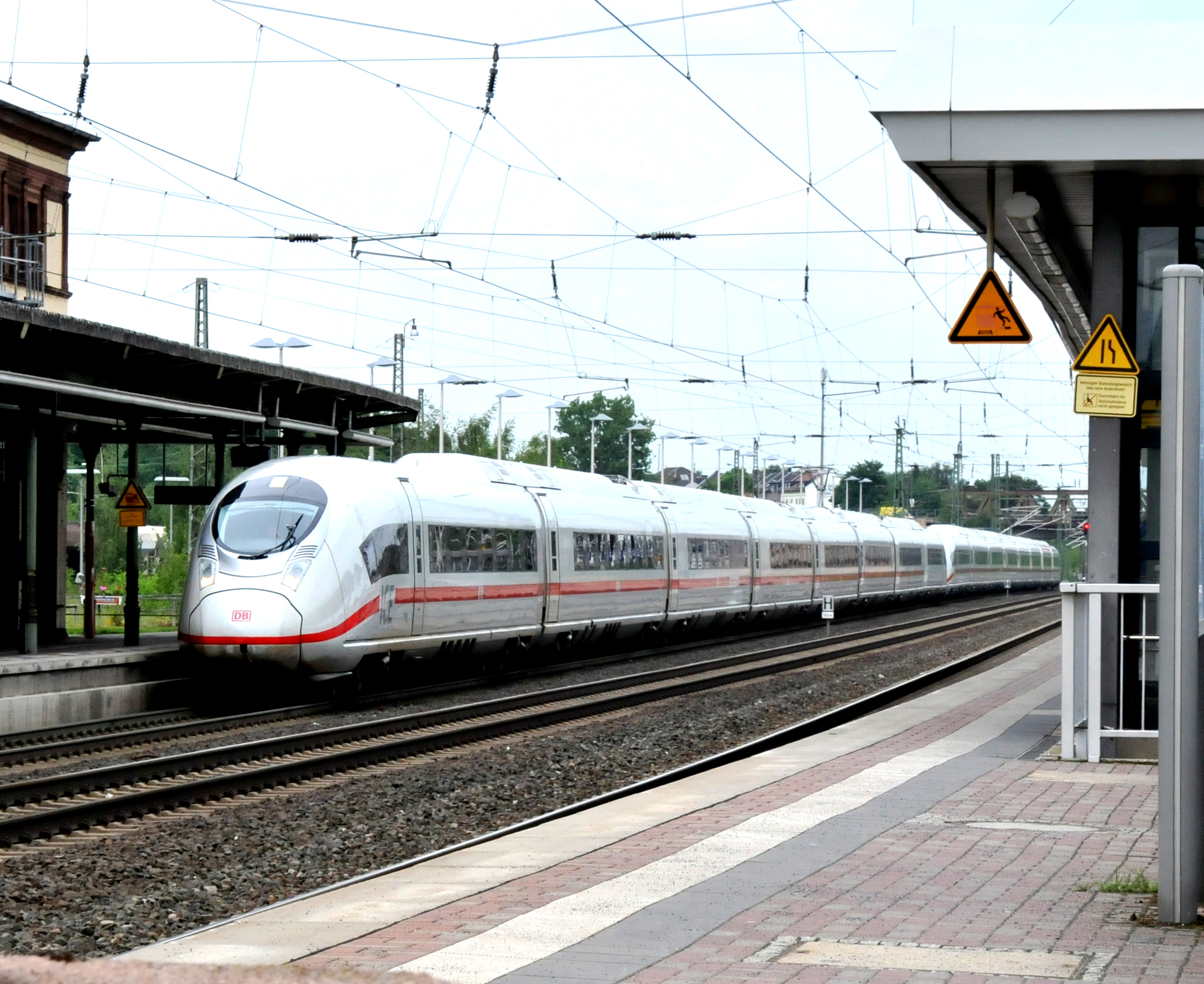
自尾车后部开始的空气动力学结构
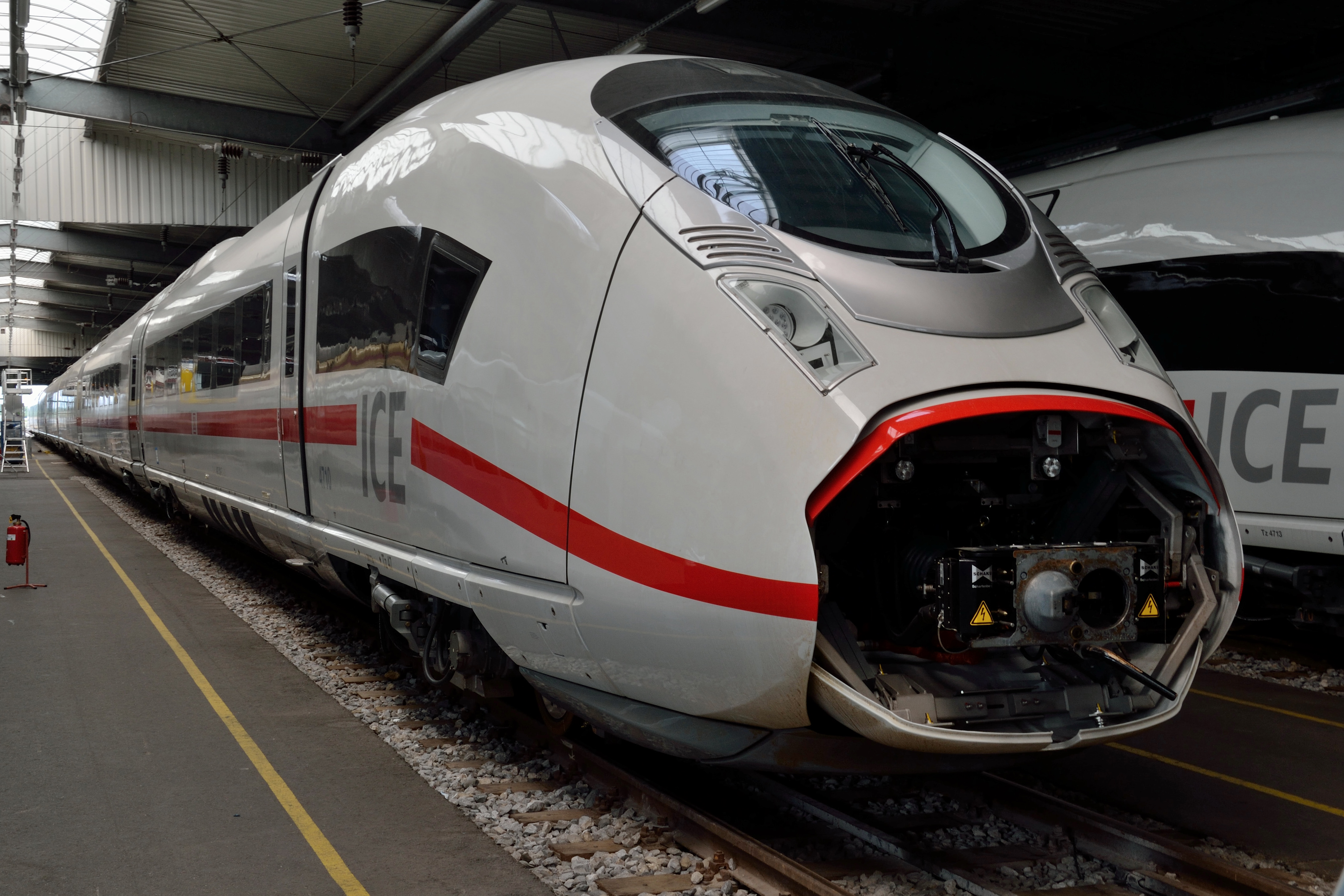
经过修改的舱口盖
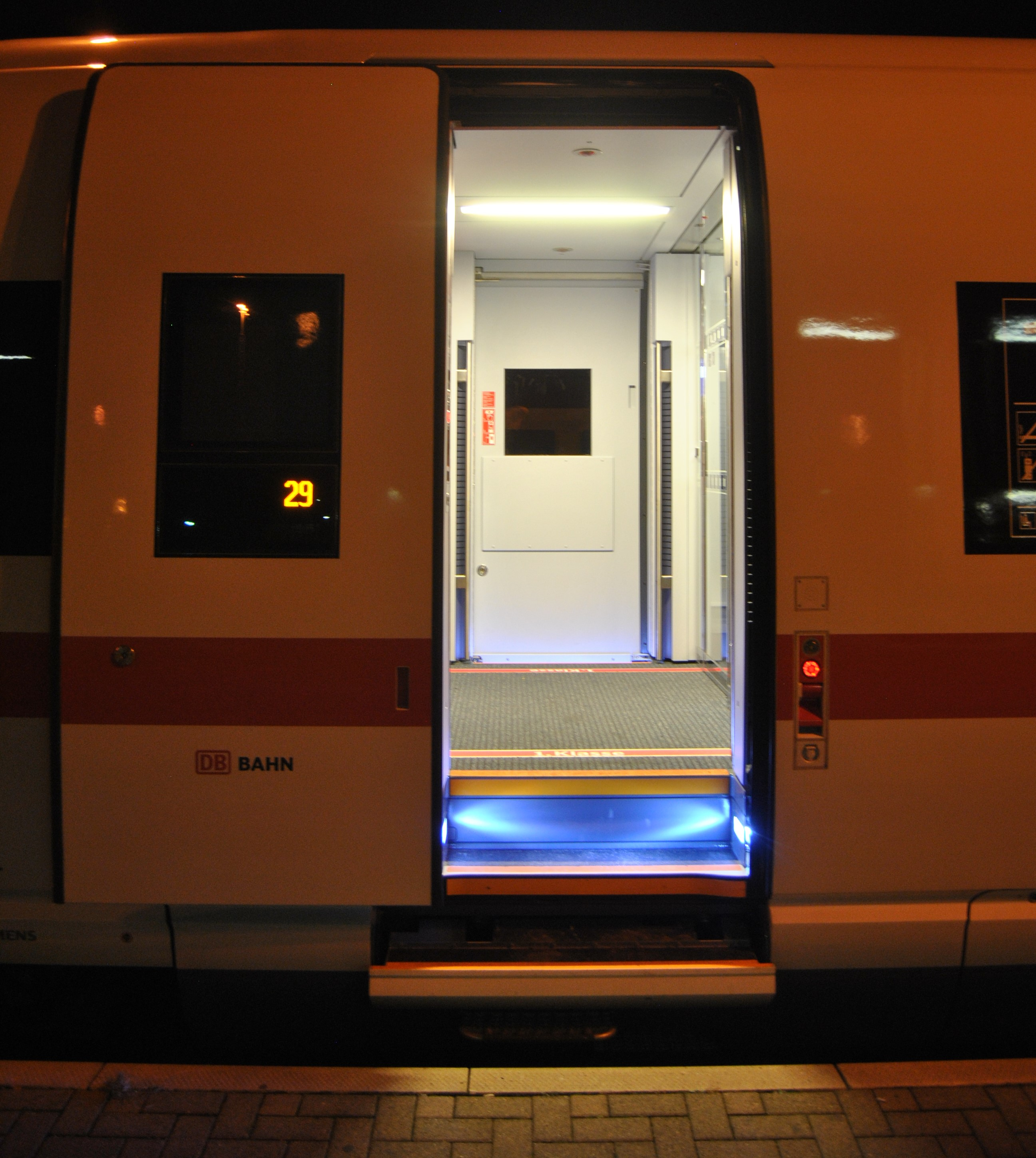
摒弃了传统椭圆形车窗设计的乘降门
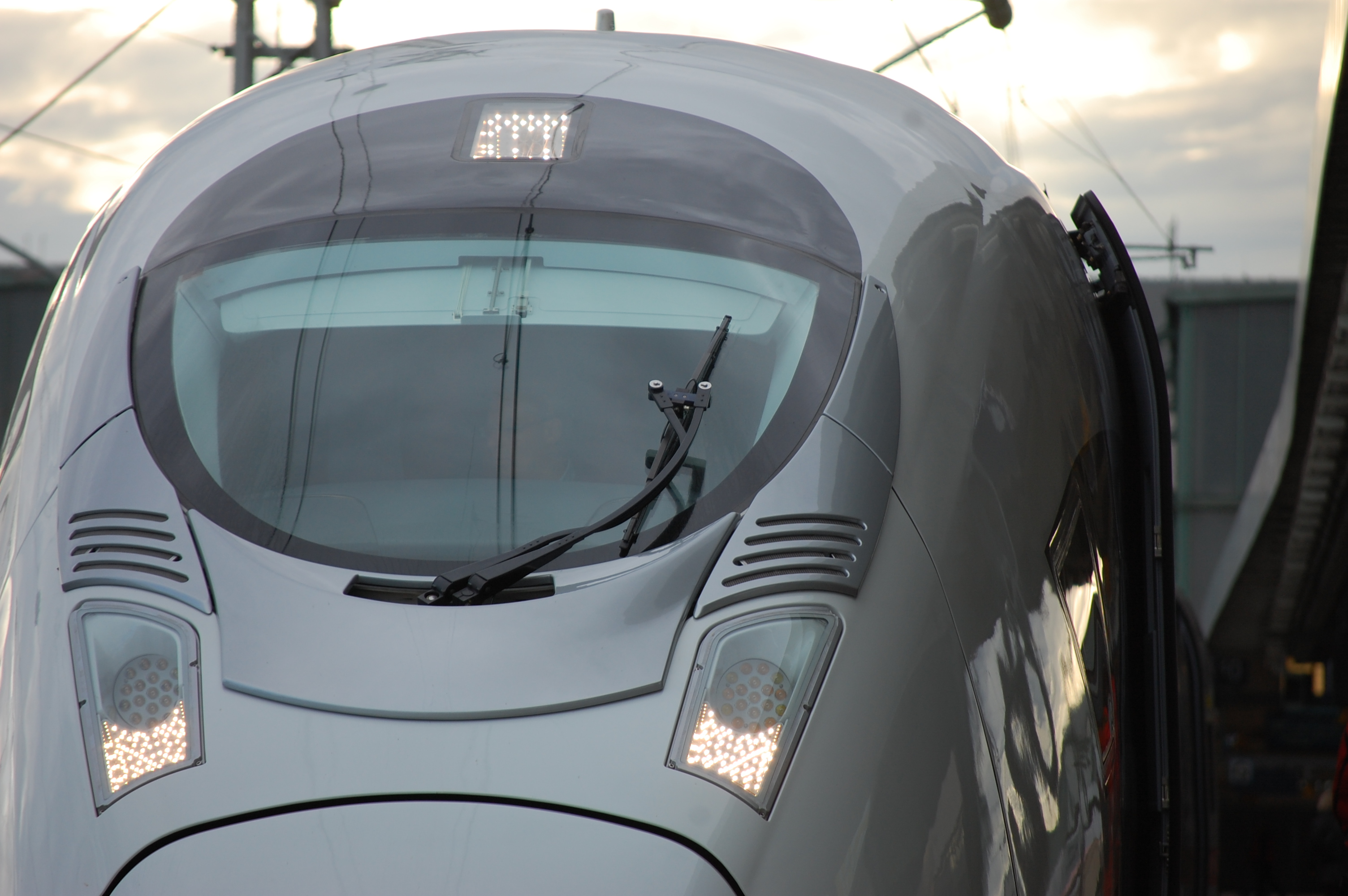
LED大灯

## 车组及命名
| 车号 （命名） | 投入运营 （现状）     | 境外适航证 | 改造或升级 | 备注 |
| ------------- | --------------------- | ---------- | ---------- | --- |
| Tz 701        | 西门子持有            |            |            | 701号动车组被重新喷漆并在土耳其作为展示列车。 |
| Tz 702        |                       |            |            | 702号动车组为首个进入韦格贝格-韦登拉特试验中心进行试运行的动车组。它也是首个突破320公里/小时大关的Velaro D列车。随后于2011年8月4日进行的测试中，它又在纽伦堡-慕尼黑高速铁路中达到357公里/小时的最高速度。 |
| Tz 703        |                       |            |            | |
| Tz 704        |                       |            |            | |
| Tz 705        |                       |            |            | |
| Tz 706        |                       |            |            | |
| Tz 707        |                       |            |            | |
| Tz 708        |                       |            |            | |
| Tz 709        | 2014-03-19 （运营中） |            |            | |
| Tz 710        | 2014-03-19 （运营中） |            |            | |
| Tz 711        | 2013-12-20 （运营中） |            |            | |
| Tz 712        | 2014-02-20 （运营中） |            |            | |
| Tz 713        | 2013-11-06 （运营中） |            |            | |
| Tz 714        |                       |            |            | |
| Tz 715        | 2013-12-20 （运营中） |            |            | |
| Tz 716        | 2014-02-20 （运营中） |            |            | |
| Tz 717        | 2013-11-06 （运营中） |            |            | 曾于2013年12月21日担当由科隆-法兰克福的ICE817次列车，从而成为首个进行载客运营的407型动车组。 |